# 蘭堂セイラ
蘭堂 セイラ（らんどう せいら）は、日本のAV女優。
元自衛官という肩書きでAVデビュー。ボートの国体選手や自衛官を経て結婚をするも、夫の暴力に遭った暗い過去がある。

## 作品
2005年
- 「偽オーディションに集まった女優達をコワモテ監督達が身も心もブッ壊す!」（9月8日、ナチュラルハイ）共演:朝倉ありさ、白山ゆり、若菜
- 「BLACK JUDGE 2」（11月11日、ビッグモーカル）他出演:今井愛子、藤重梨々香、ちなり、井口あや
- 「破戒の旅W」（11月18日、未来・フューチャー）共演:不二子

2006年
- 「元自衛官AV転身」（3月17日、マラヴィージャ）
- 「鬼畜浪漫 近親中出し鑑賞会」（5月5日、ジャネス）他出演:姫川麗、矢吹涼華、小手川あみ
- 「破戒の旅」（10月30日、未来・フューチャー）

2009年
- 「仰天！破廉恥露出する女14人!!」（1月25日、未来・フューチャー）他13名出演